# 石田桃子
石田 桃子（いしだ ももこ、1950年〈昭和25年〉 - 2023年8月）は、日本の音楽家、歌手。

## 人物・来歴
広島県広島市生まれ。父はNHKアナウンサーの石田武、弟は俳優、タレントの石田純一。
6歳の時に、父がNHK特派員に任じられたことからともにアメリカへ移住し、アンソニー・ダミーゴの元でピアノを学んだ。
桐朋女子高等学校音楽科にて、ピアノを大島正泰・加藤伸佳に、作曲を蒔田尚昊に師事。桐朋学園大学音楽学部作曲理論科卒業。
コンサートや音楽活動以外にもテレビ出演、ラジオパーソナリティー・l、講演会などに意欲的に取り込んでいた。生活のこともあり、音楽家だけではなく2022年からは梱包のアルバイトをしていたが高齢のため辞めていた。
2023年9月1日、東京都練馬区の自宅マンションで亡くなっているのが発見された。死因は熱中症。72歳没、生涯独身だった。死後数日が経っており、部屋の電気は止められていた。同年7月にエアコンが故障したため別のものを純一が持っていったが、それは使われないまま置かれていた。発見の1週間ほど前に桃子の友人から様子が変だといわれて純一も連絡がつかず、その後、友人もさすがに心配になって親族が来ないことには警察は動けないため純一が警察の立ち会いの元、桃子の自宅を訪れ、彼女を発見した。

## 血縁関係

### 家族・親戚
祖父は中外商業新報（現日本経済新聞）記者の石田武太郎。
山口朝日放送社長で、元テレビ朝日記者の渡辺興二郎は従兄（伯母の子）。
俳優のいしだ壱成は甥（純一の息子）、ファッションモデルのすみれは姪（純一の娘）である。

## 出演歴

### テレビ
- 大人の鉄道美学 #9 元副市長と行くえちごトキめき鉄道の旅（鉄道チャンネル）